# هانلورا أنكه
هانلورا أنكه (بالألمانية:Hannelore Anke ) سباحة ألمانية سابقة، وُلدت في الثامن من ديسمبر لعام 1957 في شنيهبرج في المانيا الشرقية.

## مسيرتها الرياضية
كانت أولى مشاركات أنكه الكبيرة عن عمر يناهز الرابعة عشر في الألعاب الأولمبية الصيفية لعام 1972 التي أُقيمت في ميونخ عن فئة سباحة صدر 200 متر.
و يُعد أولى نجاحتها حصولها على لقب نائب بطل العالم عام 1973 في بطولة العالم للألعاب المائية في بلغراد عن سباق سباحة صدر 200 متر، أما في بطولة العالم لعام 1975 في كالي تُوجت بطلة للعالم عن سباق سباحة صدر 100 متر وسباحة صدر 200 متر وسباحة متنوعة 4×100 متر. بلغت أنكه ذروة نجاحها في الألعاب الأولمبية الصيفية عام 1976 في مونتريال حيث فازت بالأولمبياد محققة رقمًا رقياسيًا عالميًا في سباق سباحة الصدر لفئة 100 متر وفئة 4×100 متر، تم تكريم أنكه في العام ذاته بنيشان وسام الاستحقاق الوطني الفضي.
تم اختيار أنكه في عام 1990 ضمن ردهة مشاهير السباحين الدوليين.

## الكتب
كانت هانلورا أنكه ضمن الرياضيين المذكورين في كتاب السيرة الذاتية من صاحب النجاح في ألمانيا الشرقية؟ للكاتب أولاف ف. راينمان.
- Olaf W. Reimann: Anke, Hannelore. In: Wer war wer in der DDR? 5. Ausgabe. Band 1, Ch. Links, Berlin 2010, ISBN 978-3-86153-561-4.

## وصلات خارجية
- هانلورا أنكه على موقع الاتحاد الدولي للسباحة (الإنجليزية)
- هانلورا أنكه على موقع SwimRankings.net (الإنجليزية)
- هانلورا أنكه على موقع قاعة مشاهير السباحة العالمية (الإنجليزية)
- هانلورا أنكه على موقع اللجنة الأولمبية الدولية (الإنجليزية)
- هانلورا أنكه على موقع أوليمبيديا (الإنجليزية)

- السيرة الذاتية لهانلورا أنكه على موقع International Swimming Hall of Fame  (باللغة الإنجليزية)
- معلومات عن هانلورا أنكه على موقع Swimrankings.net (باللغة الإنجليزية)